# Chrysler TV-8
Chrysler TV-8 – niezrealizowany projekt amerykańskiego czołgu średniego przeznaczonego do działań podczas wojny atomowej, amfibii, zdolnego do transportu drogą powietrzną. Docelowo w pojazdach seryjnych czołg miał być napędzany miniaturowym reaktorem jądrowym.

## Historia
Projekt czołgu powstał w pierwszej połowie lat 50. XX wieku kiedy to wizja kolejnej wojny, z masowym użyciem broni jądrowej wydawała się bardzo realna. W tym okresie w koncernie Chrysler powstało kilka projektów oraz makiet czołgów koncepcyjnych określanych wspólnym skrótem TV. Miały być to pojazdy z jednej strony zdolne do przetrwania na polu walki, na którym użycie broni jądrowej byłoby normą a z drugiej strony zdolne do podjęcia efektywnej walki. Koncepcja czołgu średniego TV-8 rozwijana była w latach 1950–1956. TV-8 charakteryzował się bardzo niezwykłą konstrukcją. Cała czteroosobowa załoga, uzbrojenie wraz z amunicją i napęd miały być umieszczone w ogromnej, dwuwarstwowej wieży o bardzo obłych kształtach. Kształt wieży z jednej strony miał ułatwić rykoszetowanie pocisków a z drugiej strony tworzyć jak najbardziej opływowy kształt, dający szanse na przetrwanie podmuchu powietrza wywołanego eksplozją jądrową. Dodatkowo ogromna wieża zapewniała maszynie pełną pływalność czołgu a jego niska masa zdolność do transportu drogą powietrzną. Demonstrator technologii miał być napędzany wysokoprężnym silnikiem Chrysler V-8 o mocy 300 KM umieszczonym w wieży, będącym generatorem prądu dla silników elektrycznych zainstalowanych w przedniej części gąsienicowego podwozia. W przypadku powstania wersji seryjnej, silnik wysokoprężny zostałby zastąpiony miniaturowym reaktorem jądrowym dostarczającym prąd silnikom elektrycznym. Projekt został w całości anulowany 23 kwietnia 1956 roku na etapie wybudowania pełnowymiarowej makiety.